# Reines de France et Femmes illustres
Reines de France et Femmes illustres (Drottningar av Frankrike och berömda kvinnor) i Luxembourgträdgården i Paris är en serie om tjugo skulpturer i marmor uppställda runt den stora bassängen framför Luxembourgpalatset. Urvalet av kvinnor som hedras på detta sätt gjordes av Ludvig Filip I (som regerade 1830 till 1848). 
| Disposition |
| ----------- |
| nothumb     |

| Drottningar och berömda kvinnor                                   | Bild | Plakett | Skulptör |
| ----------------------------------------------------------------- | ---- | ------- | --- |
| Sankta Balthild (v.630-680) Frankrikes regent                     |      |         | Victor Thérasse 1848 |
| Bertrada av Laon (720-783) Drottning av Frankrike                 |      |         | Eugène Oudiné 1848 |
| Matilda av Flandern (v.1031-1083) Hertiginna av Normandie         |      |         | Jean-Jacques Elshoecht 1848 |
| Sankta Genoveva (423-512) Paris beskyddarinna                     |      |         | Michel-Louis Victor Mercier 1845 |
| Maria Stuart (1542-1587) Drottning av Frankrike                   |      |         | Jean-Jacques Feuchère 1846 |
| Jeanne d'Albret (1528-1572) Drottning av Navarra                  |      |         | Jean-Louis Brian 1848 |
| Clémence Isaure                                                   |      |         | Antoine-Augustin Préault 1848 |
| Anne-Marie Louise d'Orléans (1627-1693) Hertiginna av Montpensier |      |         | Camille Demesmay 1848 |
| Louise av Savojen (1476-1531) Frankrikes regent                   |      |         | Auguste Clésinger 1851 |
| Margareta av Anjou (1429-1482) Drottning av England               |      |         | Ferdinand Taluet 1877 Ersatte Jeanne d'Arc av François Rude från 1852, som ansågs fara illa av att vistas i fria luften och flyttades till Louvren. |
| Laure de Noves (1307-1348)                                        |      |         | Auguste Ottin 1848 |
| Maria av Medici (1573-1642) Drottning av Frankrike                |      |         | Louis-Denis Caillouette 1847 |
| Margareta av Angoulême (1492-1549) Drottning av Navarra           |      |         | Joseph-Stanislas Lescorné 1848 |
| Valentina av Milano (1370-1408) Hertiginna av Orléans             |      |         | Victor Huguenin 1846 |
| Anne de Beaujeu (1460-1522) Frankrikes regent                     |      |         | Jacques-Édouard Gatteaux 1847 |
| Blanche av Kastilien (1188-1252) Drottning av Frankrike           |      |         | Auguste Dumont 1848 |
| Anna av Österrike (1601-1666) Drottning av Frankrike              |      |         | Joseph Marius Ramus 1847 |
| Anna av Bretagne (1477-1514) Drottning av Frankrike               |      |         | Jean-Baptiste Joseph Debay 1846 |
| Margareta av Provence (1219-1295) Drottning av Frankrike          |      |         | Honoré Husson 1847 |
| Clotilda (465-545) Drottning av Frankrike                         |      |         | Jean-Baptiste-Jules Klagmann 1847 |